# Abraham Falk
Abraham Falk, (även Abraham Falk Erichson), levde i mitten av 1600-talet, troligen i Åbo, i övrigt okänt leverne. Han finns representerad i de svenska psalmböckerna från 1695 till 1937 med originaltexten till minst ett verk (1937 nr 314).

## Psalmer
- Ack, min själ, hav gladligt mod (1695 nr 287, 1937 nr 314) skriven 1673.
- Jesus, Jesus, han allena nummer 120 i Sions Nya Sånger 7:e upplagan tryckt 1870 under rubriken "Pingstpsalm".
- Werlden i Jesu rättfärdig är worden nummer 91 i Sions Nya Sånger 7:e upplagan tryckt 1870 och bearbetad till psalmen Öppet står Jesu förbarmande hjärta nr 204 i Metodistkyrkans psalmbok 1896. Finns på Wikisource.